# Svenstorp, Ale kommun
För andra betydelser, se Svenstorp.
Svenstorp är en by i Starrkärrs socken, öster om Älvängen som splittrades genom enskifte 1823. Därmed började ängarna vid Göta älv bebyggas, där tätorten och stationssamhället Älvängen är belägen.